# Приморски Шарант
Приморски Шарант (фр. Charente-Maritime) департман је у западној Француској. Припада региону Нова Аквитанија, а главни град департмана (префектура) је Ла Рошел. Департман Приморски Шарант је означен редним бројем 17. Његова површина износи 6.864 км². По подацима из 2010. године у департману Приморски Шарант је живело 622.323 становника, а густина насељености је износила 91 становника по км².
Овај департман је административно подељен на:
- 5 округа
- 51 кантона и
- 472 општина.

## Демографија
| 2011.   |
| ------- |
| 625.682 |